# Claesson Koivisto Rune

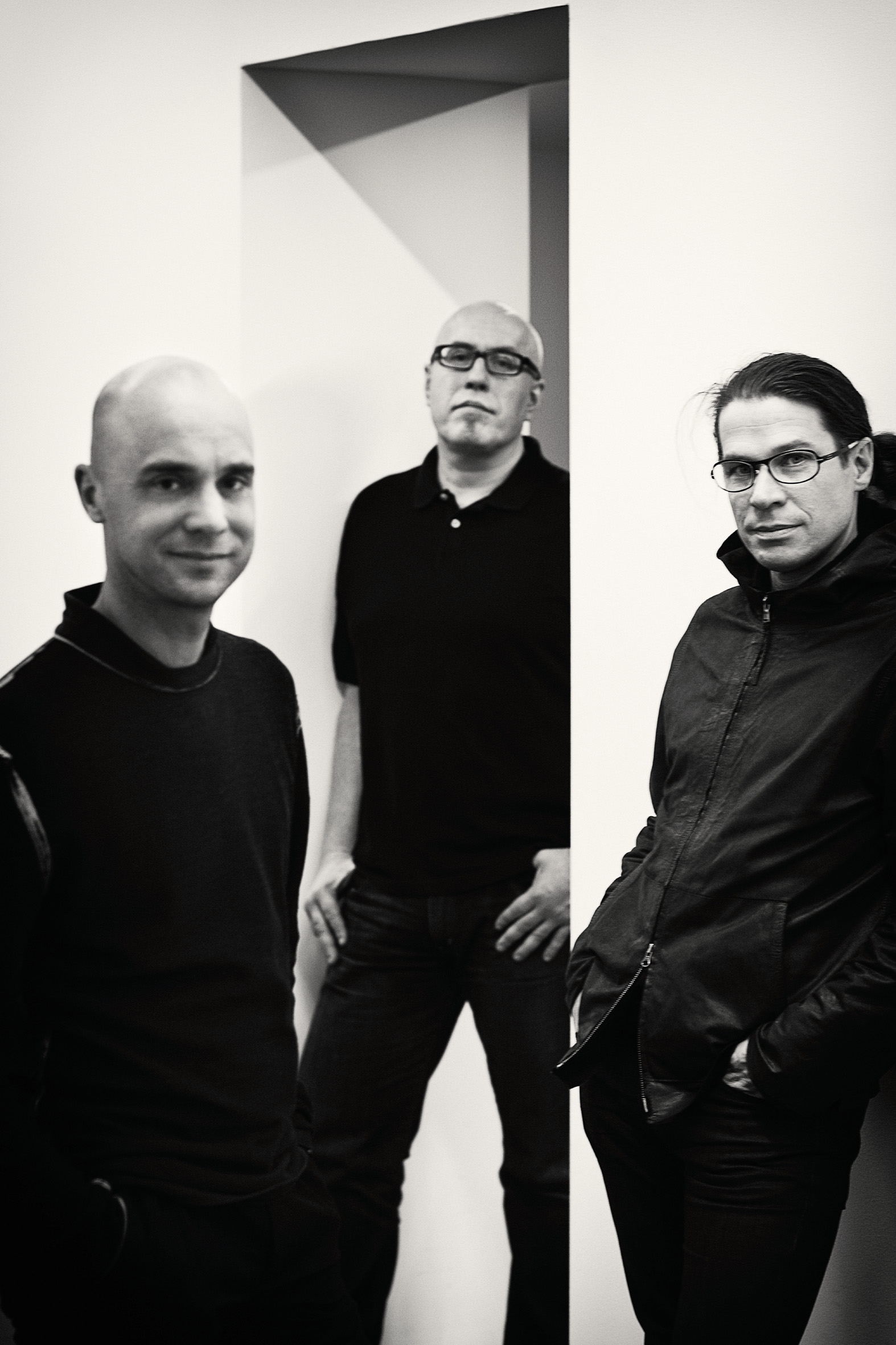
Mårten Claesson, Eero Koivisto, Ola Rune

Claesson Koivisto Rune är ett svenskt arkitektur- och designföretag som grundades 1995 av Mårten Claesson, Eero Koivisto och Ola Rune. De startade som ett arkitektkontor men har utvecklats till en internationell studio med lika stort fokus på både arkitektur och design.
Claesson, Koivisto och Rune möttes år 1992 då de studerade på Konstfack i Stockholm. Trions intresse för att skapa helhetsprojekt, koppla ihop rummet med föremålen, ledde till ytterligare studier i arkitektur vid Parsons School of Design i New York, Kunstakademiets Arkitektskole i Köpenhamn och Aalto-universitetet i Helsingfors.
Företagets arbete innefattar privata bostäder, offentliga hus, hotell, konstgallerier till möbler, belysning, elektronik, badrumsartiklar, hushållsföremål och textilier. Claesson Koivisto Runes arkitektur finns representerad i Frankrike, Japan, Kina, Norge, Sverige, Tyskland, Uruguay och USA. Deras arkitektoniska språk har kallats epitomen av estetiken i det nya årtusendet (Paola Antonelli, Design Curator at MoMA). Claesson Koivisto Rune har ställt ut i den internationella paviljongen på arkitekturbiennalen i Venedig år 2004.
Claesson Koivisto Rune har tilldelats ett stort antal internationella priser och utmärkelser, däribland Årets designer år 2011 och Årets möbel år 2012 av Elle Deco Sweden, både Designer of the Year och Best seating år 2014 av Elle Decor Italia och Red Dot Design Award - Best of the Best år 2014, vilket innebär att de var det första kontoret som tilldelades det prestigefulla Red Dot Design Award i fem kategorier, inklusive arkitektur. År 2015 tilldelades de det prestigefulla Bruno Mathsson-priset.
Möblerna och produktdesignen har producerats i huvudsak i Italien och Sverige, men även i andra länder så som Botswana, Chile, England och Sydkorea. Claesson Koivisto Rune har givit ut flera biografiska publikationer och deras arbete finns representerat i ett flertal design- och arkitekturböcker.
Under Tokyo design festival Design Art år 2018 presenterade Claesson Koivisto Rune deras första konstutställning "Faciem - In search of the essence of the grid".

## Arkitektur i urval
- Hotel Bergen Børs, Bergen, Norge, 2017
- Villa Terminus, Bergen, Norge, 2017
- Hotel Zander K, Bergen, Norge, 2107
- Espina de Cruz, privathus, Mataojo, Uruguay, 2017
- Parquet Patterned Pool and Spa, privat pool and spa, Sverige, 2016
- Inde/Jacobs gallery, Marfa, Texas, USA, 2015
- Tind, Kit house, Fiskarhedenvillan, Sverige, 2013
- Fagerström house, Sollentuna, Sverige, 2013
- Apartment with Brass Cube, Sverige, 2013
- Widlund house, semesterhus, Öland, Sverige, 2011
- Galleri Örsta, konstgalleri, Kumla, Sverige, 2010
- Nobis Hotel, Stockholm, Sverige, 2010
- Hotel Skeppsholmen, Stockholm, Sverige, 2009
- Stiller Studios, filmstudio, Lidingö,  Sverige, 2008
- Plus House, Pre-fab house, Tyresö, Sverige, 2007
- Operakällaren, restauranginredning, Stockholm, Sverige, 2005
- OFFECCT fabrik och arbetsplatser, Tibro, Sverige, 2005
- Kråkmora holmar, semesterhus, Ornö,  Sverige, 2003
- No.5 house, Saltsjö-Boo, Sverige, 2003
- Sfera Building, kulturhus, Kyoto, Japan, 2003
- Råman house, privathus, Baldringe, Sverige, 2002
- Sveriges ambassadörs residens, Berlin, Tyskland, 1999
- Villa Wabi, Stockholm, Sverige, 1994

## Formgivning i urval
- Ciclope, spegel, Arflex, Italien, 2017
- IO, vägglampa, Fontana Arte, Italien, 2015
- Smaller objects, kollektioner, Sverige, 2015-2017
- W151, extra stor taklampa, Wästberg, Sverige, 2015
- Caramel, sidobord, Offecct, Sverige, 2015
- Wafer, stol, Meetee, Japan, 2015
- Oval, stapelbar stol, Skandiform, Sverige, 2015
- Edi, matbord, Nikari, Finland, 2015
- Grappa, ljuskrona, Wonderglass, Storbritannien, 2014
- Richard Juhlin Optimum, champagneglass, Italesse, Italien, 2014
- Hug Love seat, fåtölj, Arflex, Italien, 2013
- Concord, stolkollektion, Capdell, Spanien, 2013
- Kelly, möbelkollektion, Tacchini, Italien, 2013
- W126, golvlampa, Wästberg, Sverige, 2013
- Röhsska, stol, Swedese, Sverige, 2012
- Heart Chair, stol, David design, Sverige, 2012
- Sense, luftrenare, Blueair, 2012
- Ray, pendantlampa, Ngispen, 2012
- Dandelion, keramikplattor, Marrakech Design, Sverige, 2012
- Kin, värmeljuslyktor, Skultuna mässingsbruk, 2011
- Folded Leaf, mobiltelefon, Huawei, Kina, 2011
- Kilt, skåp, Asplund, Sverige, 2010
- Hillside, Förvaringssystem, Arflex, Italien, 2009
- W081, arbetslampa, Wästberg, 2008
- Moebius, servettring, Skultuna mässingsbruk, 2008
- Doodle, sittplats sortiment, Tacchini, 2008
- Amazonas, bord, Offecct, 2008
- Neo, grytor, Iittala, 2007
- Eve, aluminiumarmband, Gallery Pascale, 2007
- Basso, underlägg, Skultuna mässingsbruk, 2006
- Aladdin, Schäslong, Paola Lenti, Italien, 2006
- Metropolis, möbeltextil, Väveriet, 2005
- Luna, möbel, Dune, 2005
- Kristallen, TV-pris, Sverige, 2005
- Sfera, stol, Sfera Furniture, 2004
- Dodo, svängbar Zaisu stol, E&Y, Japan, 2002
- Brasilia, kafébord, Swedese, 2002
- Pebbles, soffö, Cappellini, 2001
- Bowie, stol, David design, 1997

## Utmärkelser i urval
- Årets sovrumsprodukt 2018 - Elle Decoration, Sweden[10]
- Bruno Mathsson-priset 2015[11]
- The Red Dot Design Award - Best of the Best 2014
- Designer of the Year 2014 - Elle Decor Italia
- Best seating of the year 2014 - Elle Decor Italia
- Designpreis Deutschland 2011 (Gold and Silver) - Federal Republic of Germany
- Designer of the Year 2011 - Elle Decoration, Sweden[6]
- Furniture of the Year 2011 - Elle Decoration, Sweden
- Designer of the Year 2010 - Elle Decor Italia
- Design S 2008 (Swedish Design Award)
- Designer of the Year 2007, Dizain Magazine
- Chair Design Prize 2006 - Elle Deco International Design Awards
- Designer of the Year 2005, Residence Magazine
- +1 Award for Best Interior Object 2005, Forum Magazine
- The Catas Award 2004
- Sweden's Top Interior Design 2004 (Silver Award), Forum Magazine
- Utmärkt Svensk Form 2002

## Böcker i urval
- Portal, Claesson, Mårten et el. Stockholm: Claesson Koivisto Rune, 2019. ISBN 978-91-639-8995-7
- House Art View - Villa Widlund, Claesson, Mårten et el. Stockholm: Claesson Koivisto Rune, 2018. ISBN 978-91-639-8994-0
- Claesson Koivisto Rune Faciem, Claesson, Mårten et el. Göteborg: Claesson Koivisto Rune, 2017. ISBN 978-91-639-5102-2
- Hotel Bergen Børs: A Truly Hotel in Bergen Fraser, Max et al. Bergen: De Bergenske, 2017. ISBN 978-82-690750-2-1
- Hotel Zander K: A Truly Unique Hotel in Bergen Fraser, Max et al. Bergen: De Bergenske, 2017. ISBN 978-82-690750-1-4
- Villa Terminus: A Truly Unique Hotel in Bergen, Fraser, Max et al. Bergen: De Bergenske, 2017. ISBN 978-82-690750-0-7
- Bruno Mathsson Award 2105 Claesson Koivisto Rune, Hedqvist, Hedvig et al. Värnamo: Vandalorum, 2015. ISBN 978-91-980716-9-6
- Claesson Koivisto Rune in Marfa inde/jacobs gallery, Golling, Daniel et al. Stockholm: Summit, 2015. ISBN 978-91-87733-02-4
- Claesson Koivisto Rune + Mjölk Ceremony, Baker, John & Juli. Toronto: Mjölk, 2013. ISBN 978-0-9880857-1-8
- Claesson Koivisto Rune on Yellow, Fraser, Max et al. London: Skandium, 2011. ISBN 978-91-976557-4-3
- Claesson Koivisto Rune Nobis Hotel, Britton, Claes et al. Stockholm: Nobis Hotel, 2011. ISBN 978-91-633-8189-8
- Folded Leaf Claesson Koivisto Rune, Fraser, Max. Stockholm: Huawei, 2011. ISBN 978-91-633-8498-1
- Gallery Örsta, Isitt Mark and Nesser, Håkan. Kumla: 2010
- Smaller Objects, Britton, Claes et al. Stockholm: Gabor Palotai Publisher, 2010. ISBN 978-91-976557-3-6
- Parapu The Paper Pulp Chair, Växjö: Södra book publishing company, 2009.
- Illuminated by Wästberg, Bergquist, Mikael et al. Helsingborg: Wästberg, 2009. ISBN 978-91-633-4672-9
- Claesson Koivisto Rune Architecture/Design, Isitt, Mark; Antonelli, Paula et al.Basel: Birkhäuser Verkag, 2007.ISBN 978-3-7643-7948-3
- Design Secrets: Furniture, Saville, Laurel; Stoddard, Brooke. Gloucester (Massachusetts): Rockport Publishers, 2006. ISBN 1-59253-218-7
- Patterns in Design Art and Architecture, Schmidt, Petra et al. Basel: Birkhäuser, 2005
- Compact Houses, Broto, Carles et al. Barcelona: Structure, 2005. ISBN 9788496263109
- 150 Best House Ideas, Asensio, Paco et al. New York: Harper Collins Publishers, 2005. ISBN 9780060780005
- Sketch Plan Build: World Class Architects Show How It´s Done, Bahamón, Alejandro. New York:  Harper Design, 2005. ISBN 9780060749712
- Claesson Koivisto Rune The Models, Alton, Peder et al. Stockholm: Gabor Palotai Publisher, 2005. ISBN 91-631-6650-X
- Designer/Designers, Conran, Terence; Fraser, Max. London: Conran Ocopus, 2004. ISBN 9781840914009
- Nine Houses Claesson Koivisto Rune, Lupi, Italo et el. Kyoto, Sfera Publishing, 2003. ISBN 4-9901483-0-4
- Mårten Claesson Eero Koivisto Ola Rune, Shearer, David et al. New York: Markus Moström Design, 2002. ISBN 91-631-2488-2
- Cappellini, Giulio et al. Spoon, London, Phaidon, 2002.
- Claesson Koivisto Rune, Riley, Terence et al. Barcelona: Editorial Gustavo Gili, 2001. ISBN 9788425218552